# Nalda
Nalda è un comune spagnolo di 895 abitanti situato nella comunità autonoma di La Rioja. Il compositore spagnolo Francisco Javier García Fajer vi nacque il 2 dicembre 1809.